# Ilha Fauro
A ilha Fauro é uma ilha das ilhas Shortland, nas Ilhas Salomão, com 75 km² de área. Situa-se a poucos quilómetros a sul da ilha Bougainville, pertencente à Papua-Nova Guiné. Fauro é de origem vulcânica e está rodeada por uma barreira de coral.[carece de fontes?]